# Nacchere
Le nacchere, dette anche castagnette e castagnole, (in spagnolo castañuélas) sono strumenti a percussione di tipo idiofono con intonazione indeterminata. Il termine deriva dai vocaboli persiano nakar e arabo naqqāra, che significano timpano.
Sono costituite da due pezzi di legno a forma di conchiglia uniti da un cordino. Le più popolari sono quelle a mano da fissare al pollice, che vengono fatte battere l'una contro l'altra tramite un movimento di apertura e chiusura della mano. Sono uno strumento tipico delle atmosfere popolari spagnole e dell'Italia meridionale.

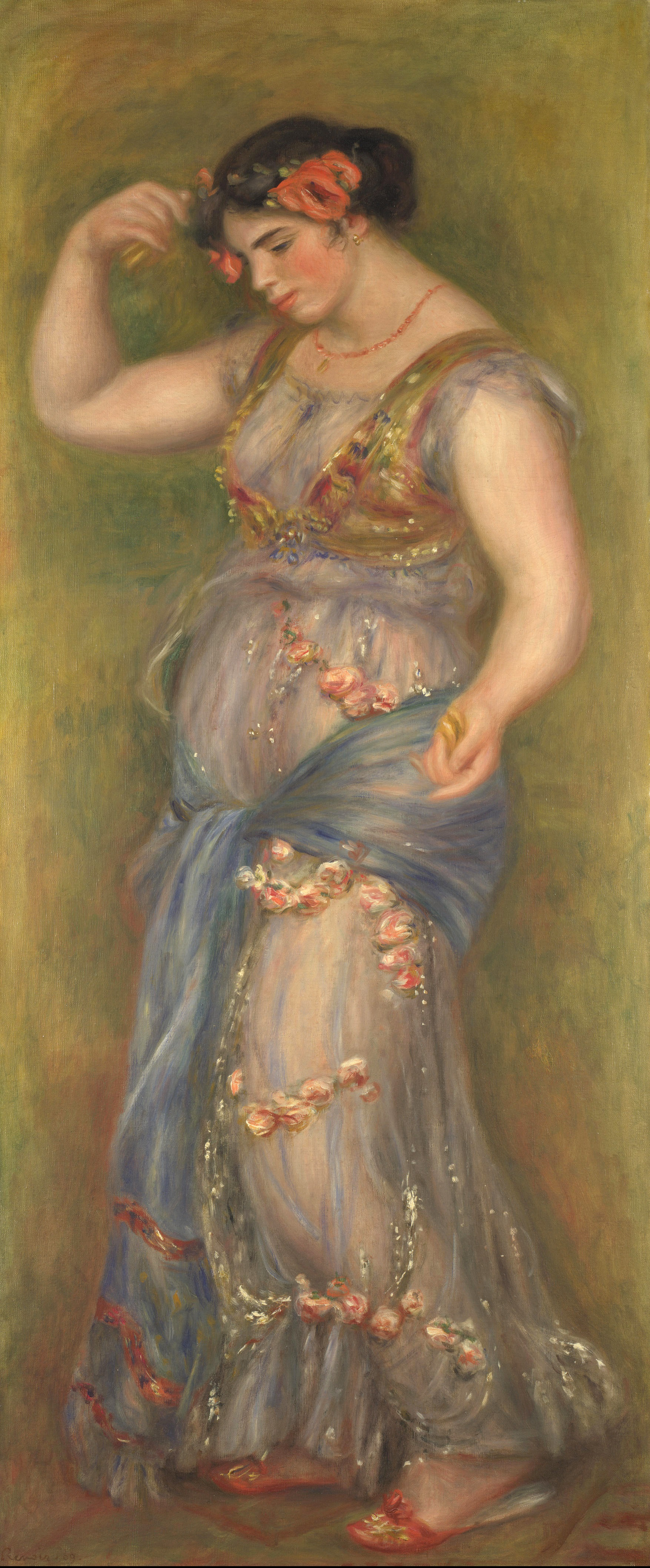
Dipinto di Pierre-Auguste Renoir che raffigura una ragazza intenta a ballare al ritmo delle nacchere

## Storia
Le nacchere hanno radici antiche, già nel III millennio a.C. si trovavano nell'antico Egitto strumenti simili fatti di avorio, legno, osso o metallo che venivano utilizzati per riti sacri o accompagnare le danze. Nella Grecia e Roma antiche era usato il crotalo, il cui aspetto era più simile alle nacchere rispetto a quello dei suddetti strumenti egiziani. L'origine delle prime nacchere a forma di conchiglia sono incerte, e fonti attendibili indicano che potrebbero essere state create in Spagna o nell'Italia meridionale. Sono raffigurate in un affresco dell'XI secolo in Spagna. Una versione rettangolare a tre elementi con un manico era usata nel XIII secolo dai giocolieri e dai lebbrosi per avvisare la popolazione della loro presenza.
Una versione simile chiamata Britsche fu descritta nel 1511 da Sebastian Virdung. Nel XVI secolo le nacchere e la chitarra accompagnavano la danza sarabanda e divennero conosciute in tutta la Francia. Furono suonate nel 1608 per il matrimonio di Cosimo de' Medici. Nel suo Harmonie Universelle del 1637, Marin Mersenne sostenne che erano utilizzate in Spagna e ne diede una descrizione dettagliata. In un suo libro del 1722, Filippo Bonanni descrisse uno strumento molto simile alle nacchere moderne. Con gli antichi nomi castañetas e castanyoles si diffusero particolarmente in Andalusia per accompagnare danze tradizionali fino a diventare uno strumento nazionale spagnolo.

## Descrizione
Erano inizialmente fatte da due gusci di noce, ma quelle moderne sono fatte di legno duro come il palissandro, l'ebano e la grenadilla, anche se sono diventati sempre più popolari modelli in bachelite, plastica e fibra di vetro. Sono fatte a forma di conchiglia o di castagna di dimensioni comprese tra 5x8 cm e 7x10; ogni nacchera è composta da due parti tenute assieme da una cordicella che passa nel foro praticato all'estremità. La stessa cordicella serve per fissarle al pollice o al dito medio (per i ballerini di flamenco). Il tipico suono viene prodotto facendo sbattere tra loro le due parti. È necessario uno studio approfondito dello strumento per imparare i ritmi e acquisire la sensibilità necessaria per produrre il suono ideale.

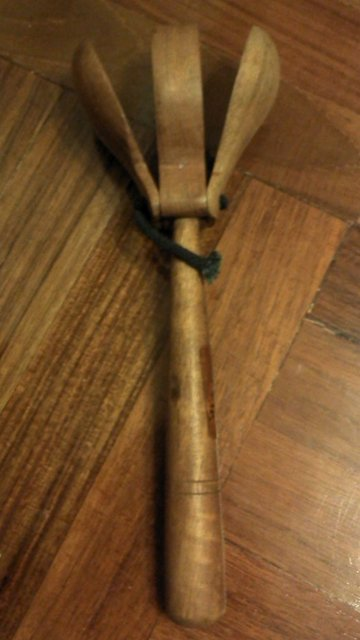
Castagnette a manico a tre elementi.

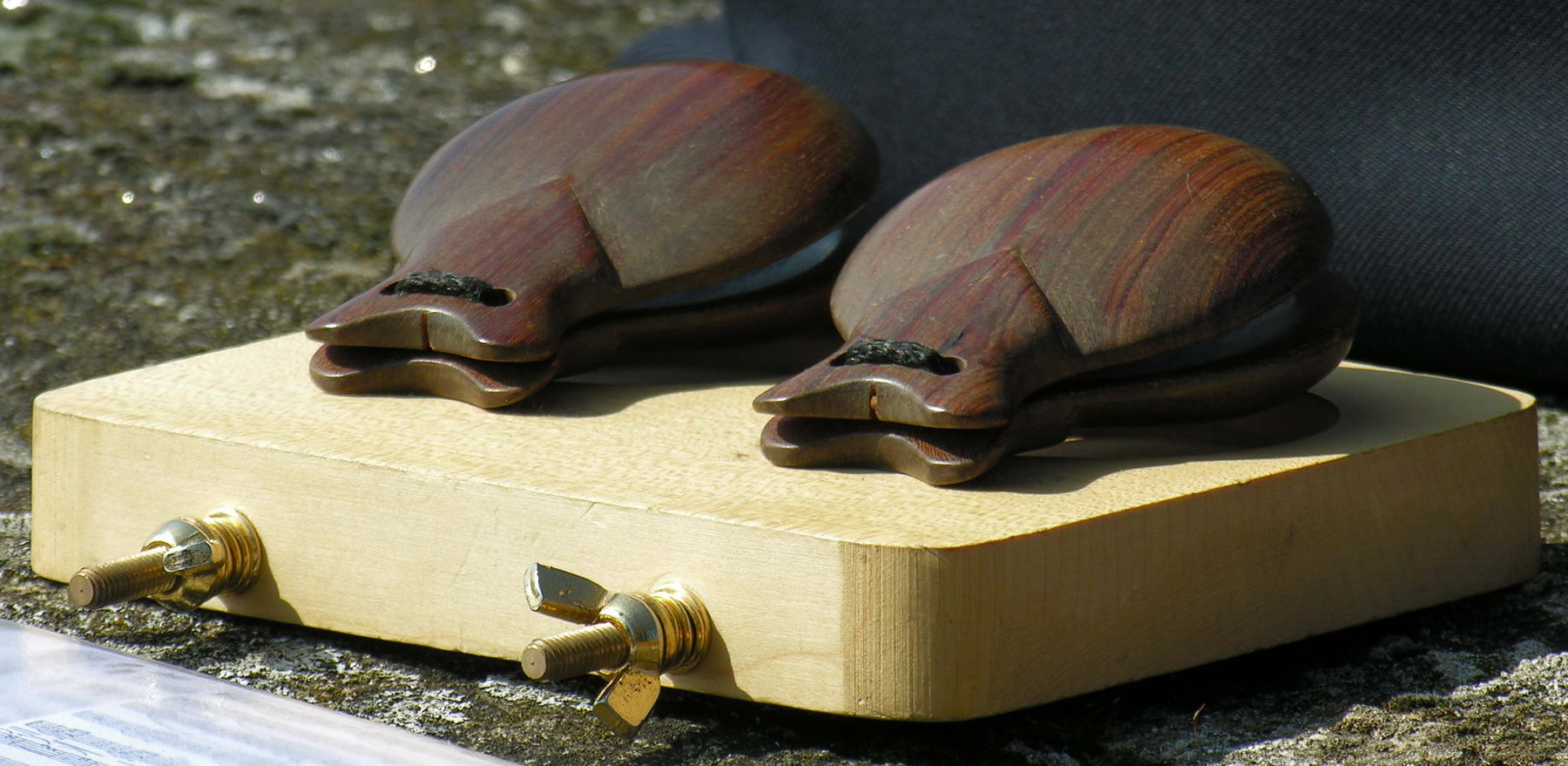
Nacchere a macchina galiziane.

Il timbro delle nacchere è penetrante, intenso e gradevole, e può arricchire la qualità della composizione soprattutto sotto il profilo del ritmo. Il suono è breve, secco e chiaro, dominato dagli armonici irregolari, risulta quindi impossibile determinarne l'altezza. I suonatori di orchestra possono ottenere con le nacchere svariati effetti ritmici come il rullo, e durante i concerti possono usare diversi tipi di nacchere, anche se spesso non hanno il tempo di legarle al dito e usano particolari accorgimenti o versioni alternative.
In commercio se ne trovano quattro versioni diverse:
- A mano, sono quelle classiche da legare al dito. Quelle per la mano destra sono dette femmine, hanno un suono più acuto e si percuotono con mignolo, medio e indice, un dito alla volta. Quelle per la mano sinistra sono dette maschio, servono per dettare il tempo, hanno un suono più grave e si percuotono con medio, anulare e mignolo.
- A manico a tre elementi, un'estremità del manico termina con una spatola fissa e piatta su cui sono legate le due valve mobili a conchiglia. Vi sono diversi modi per suonarle, agitando le mani che impugnano il manico, facendo battere le valve sul ginocchio ecc. Se ne possono usare una sola, una per ogni mano o due incrociate tra loro in una mano.
- A manico a sei elementi, entrambe le estremità del manico presentano una spatola fissa e su ciascuna spatola sono fissate le due valve a conchiglia.
- A macchina, le due nacchere, maschio e femmina, sono fissate a una struttura fissa nel punto in cui le valve sono legate tra loro. Vengono suonate percuotendole con le dita o con altre nacchere a manico per ottenere un ritmo maggiore. Le nacchere a macchina sono più indicate per i suonatori di orchestra, che possono suonarle con maggiore comodità.

## Uso
Usate in modo particolare nelle danze folkloristiche spagnole e portoghesi, le nacchere hanno trovato impiego anche nell'orchestra. Sono diffuse soprattutto in Spagna, dove sono chiamate castañuelas o palillos e sono tuttora usate per ricreare un'atmosfera romantico-spagnola antica, in particolare per il flamenco. In Italia centro meridionale prendono diversi nomi, scattagnoli o scattagneti in Sicilia, ciucchelarelle in Abruzzo, castagnolë in Puglia, taulittas in Sardegna, e trovano largo impiego in danze tradizionali come la tarantella sorrentina, quella campana in genere e la tammurriata.
La tradizione campana del ballo della tammurriata, così come quella garganica nella rispettiva tarantella, prevede l'utilizzo delle coppie di castagnette nelle mani dei danzatori e delle danzatrici. Diverso è invece l'uso che se ne fa in altre zone, come nella Bassa Murgia, nelle Marche o in Calabria, dove vi è l'utilizzo della castagnetta monocoppia: tenuta salda in una mano attraverso il laccio, la castagnetta viene percossa sulle dita dell'altra mano. Questo utilizzo è esclusivo di chi suona e non è previsto il suo utilizzo durante il ballo. 
Sono state utilizzate per evocare un'atmosfera spagnola nell'opera Carmen di Georges Bizet. Nella Danza dei sette veli dell'opera Salomè, Richard Strauss utilizza le nacchere per creare un'atmosfera che ricordi le danza antiche. Nel baccanale di Tannhäuser di Richard Wagner le nacchere danno risalto alle danze e al ritmo. Sono utilizzate nell'opera L'Heure espagnole di Maurice Ravel, nel movimento Iberia che fa parte della suite Images pour orchestre di Debussy, nella composizione per orchestra España di Emmanuel Chabrier. Si trovano nell'opera La vida breve e nel balletto Il cappello a tre punte di Manuel de Falla.
Una variante insolita fatta in metallo rispetto al modello standard di nacchere viene utilizzata nell'opera Les Choéphores d'Eschyle di Darius Milhaud. Altre opere importanti in cui sono previste le nacchere sono il Capriccio spagnolo di Nikolaj Andreevič Rimskij-Korsakov, il Concerto per due pianoforti e orchestra in re minore di Francis Poulenc, il Tangollen di Karl Jenkins e il balletto La cioccolata - Danza spagnola, nell'atto II dell'opera Lo schiaccianoci di Čajkovskij.